# Rune Hauge
Rune Hauge, né le 23 avril 1954, est un agent de footballeur norvégien, fondateur de la société de conseil Profile Partners pour les ayants droit dans le milieu du sport.

## Biographie
Rune Hauge étudie l'économie en Allemagne.
Rune Hauge est surtout connu pour être l'agent qui représentait John Jensen et Pål Lydersen durant leur transfert à Arsenal. Le manager d'Arsenal George Graham fut accusé d'avoir reçu 425 000 livres par Hauge pour accepter de faire signer les joueurs en 1991 et 1992. Reconnu coupable par la fédération d'Angleterre de football, Graham est suspendu une année.
Rune Hauge est lui banni de la FIFA en 1995, mais sa peine est réduite à deux ans de suspension. Après avoir récupéré sa licence, il reprend le commerce de joueurs de manière plus discrète et représente des joueurs tels que Ole Gunnar Solskjær, Steffen Iversen et Eirik Bakke.
C'est à la suite de l'épisode de corruption Graham-Gauge que la FIFA a renforcé sa politique d'encourager les clubs à ne traiter qu'avec des agents certifiés.
En 2015, Rune Hauge empoche 15 millions sur la vente au groupe de télévision norvégien Discovery group des droits de diffusion des matchs de la 1re division du championnat de Norvège de football En 2015, le nom de Rune Hauge est mentionné une fois dans les Panama Papers.
Rune Hauge est aussi un ancien champion de l'Open européen de bridge.